# Segerstad, Falköpings kommun
Segerstad är kyrkbyn i Segerstads socken i Falköpings kommun i Västergötland. Orten ligger nordost om Falköping sydväst om Stenstorp.
I orten ligger Segerstads kyrka. 